# Parmotremopsis uruguayensis
Parmotremopsis uruguayensis är en lavart som beskrevs av Kurok. & Osorio. Parmotremopsis uruguayensis ingår i släktet Parmotremopsis och familjen Parmeliaceae.   Inga underarter finns listade i Catalogue of Life.